# Kamenovo (Sliven)
Kamenovo (Bulgaars: Каменово) is een dorp in de Bulgaarse gemeente Nova Zagora, oblast Sliven. Het dorp ligt hemelsbreed 23 km ten zuidwesten van Sliven en 227 km ten oosten van Sofia. 

## Bevolking
Op 31 december 2020 telde het dorp Kamenovo 358 inwoners. Het aantal inwoners vertoont al vele jaren een dalende trend: in 1946 had het dorp nog 1.005 inwoners.
| Bevolkingsontwikkeling tussen 1934 en 2020          |
| --------------------------------------------------- |
|                                                     |
| Bron: Nationaal Statistisch Instituut van Bulgarije |

In het dorp wonen nagenoeg uitsluitend etnische Bulgaren. In de optionele volkstelling van 2011 identificeerden 373 van de 386 ondervraagden zichzelf als etnische Bulgaren, oftewel 96,6% van alle ondervraagden. 
| Etnische samenstelling van de respondenten (2011) | Etnische samenstelling van de respondenten (2011) | Etnische samenstelling van de respondenten (2011) | Etnische samenstelling van de respondenten (2011) | Etnische samenstelling van de respondenten (2011) |
| ------------------------------------------------- | ------------------------------------------------- | ------------------------------------------------- | ------------------------------------------------- | ------------------------------------------------- |
|                                                   |                                                   |                                                   |                                                   |                                                   |
| Bulgaren                                          | Bulgaren                                          |                                                   | 96,6%                                             | 96,6%                                             |
| Turken                                            | Turken                                            |                                                   | 0,0%                                              | 0,0%                                              |
| Roma                                              | Roma                                              |                                                   | 0,0%                                              | 0,0%                                              |
| Anders/Onbekend                                   | Anders/Onbekend                                   |                                                   | 3,4%                                              | 3,4%                                              |